# Tuttovale Menon
Tuttovale Menon (francès: Tugdual Menon)  (Bretanya, segle XVI - Ferrara, 1567 (Gregorià)) fou un compositor francès. Considerat per la tradició com el professor principal del jove compositor italià Claudio Merulo.
Va néixer a Gran Bretanya, en lloc imprecisat (o potser Cambrai), però certament abans de 1502, Menon va arribar a Itàlia a principis de la tercera dècada del segle xvi, i es va establir a Correggio, llavors dominat per la família dels Correggio i en particular per Verónica Gambara, vídua de Giberto X.
Estava casat amb una dona anomenada Júlia, i tenia almenys onze fills, una d'ells anomenada Margaret va ser batejada el 1521 tenint com a padrí el Duc de Mòdena, Segimon d'Este, un senyal que Menon estava en estreta associació amb els tribunals Po. Un altre fill va ser, per contra, anomenat Segimon Quirino (Quirino era el patró de Correggio).
Segons algunes fonts també era un convidat del comte Boiardo di Scandiano el 1543, i per descomptat anar a la cort de Renata de França en Ferrara en 1548, a la qual va dedicar l'únic llibre de madrigals a la premsa que ha arribat a nosaltres en nom seu. Perquè pel que sembla posseïa uns terrenys a Correggio, Menon era òbviament un ciutadà profundament arrelat a la ciutat emiliana i no només un passatger convidat: Aquest autoritza amb més força la possibilitat que es tractava efectivament d'un mestre d'elements musicals Claudio Merulo i sens dubte insereix un element d'indubtable interès en el marc, encara per estudi els moviments i influències dels compositors a la zona de la Vall del Po en la primera meitat del segle xvi. Una tradició historiogràfica no provada suggereix que també va tenir relacions d'ensenyament musical amb la poetessa Gaspara Stampa.
Sembla que Menon va tornar a Bretanya, a Cambrai, el 1550, el trobem a Correggio dos anys més tard i, de nou, el 1553, a Ferrara, on va morir entre 1566 i 1568.

## Música
Amb el seu nom es troba un llibre de 44 madrigals de quatre parts dedicats a "Renata di Franca" i publicat el 1548 (es conserva una còpia al Museu Internacional i la Biblioteca de Música de Bolonya).
Un altre dels seus madrigals està contingut en una antologia dedicada a la investidura del duc Ercole II d'Est de 1534. Els seus madrigals estan ben elaborats, amb molts salts, pauses i notes repetides.